# Basílica de San Ulrico y Santa Afra

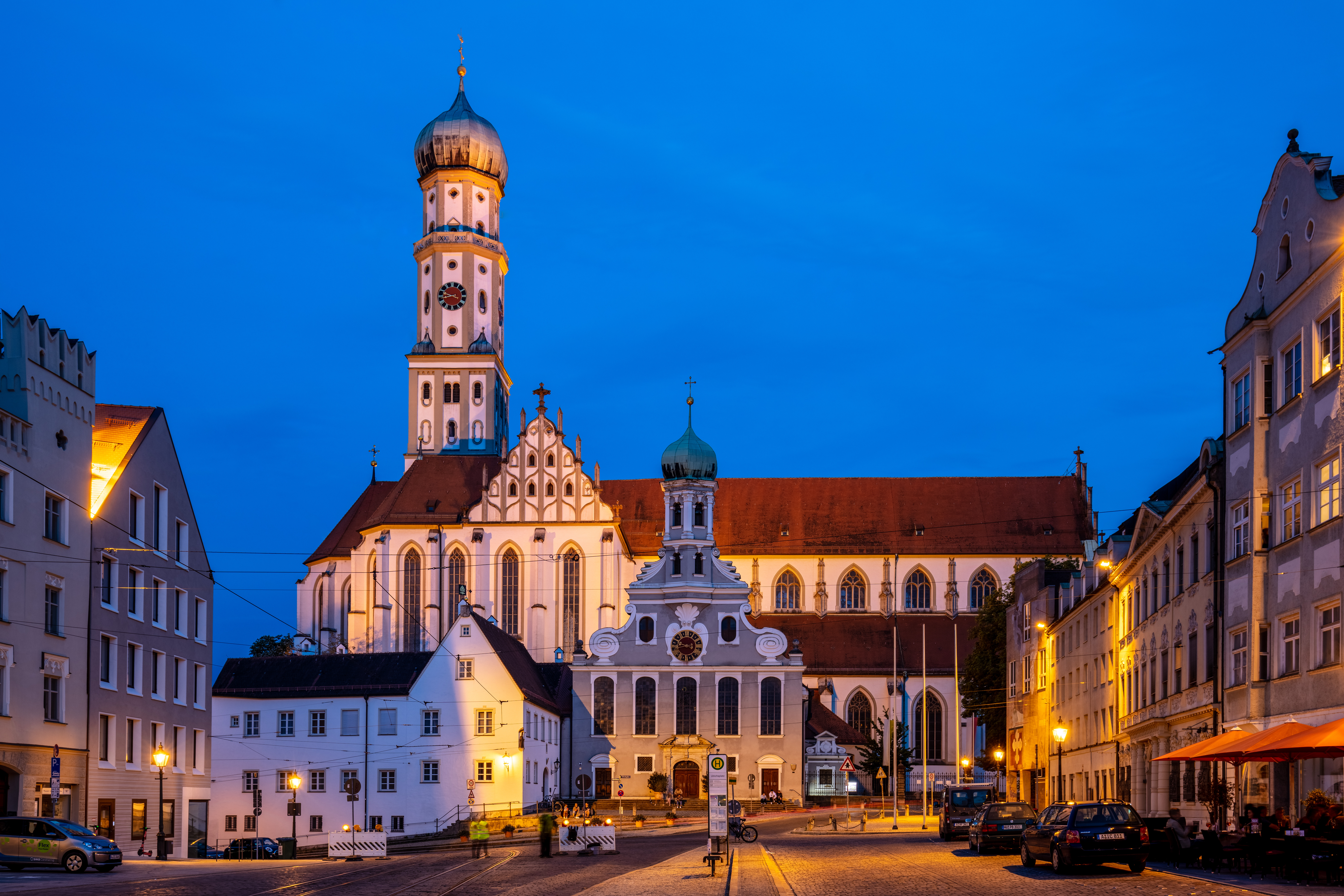
Vista nocturna de la iglesia

La basílica de San Ulrico y Santa Afra (en alemán: Basilika SS. Ulrich and Afra) es una iglesia parroquial católica alemana ubicada en Augsburgo, en Baviera, que se originó a partir de la tumba romana de santa Afra, que fue martirizada en el 304.
El edificio es un gran ejemplo de la arquitectura gótica en Alemania; en su interior se conserva tres altares enormes y muy preciosos de finales del Renacimiento, considerados obras maestras de la escultura alemana del período. Su alto campanario "acebollado", que domina la ciudad del sur, sirvió como prototipo para la construcción de numerosas torres barrocas de Baviera.

## Historia
Varias iglesias se sucedieron en este lugar desde el siglo IX, en el período carolingio, hasta el siglo XV. Estaban dedicadas a la peregrinación de santa Afra, fallecida en 304. Se construyeron iglesias en su honor en la zona desde el siglo V. Los magiares paganos destruyeron algunos de esos edificios o fueron víctimas de incendios. Una abadía benedictina fue fundada en 1012 dando un nuevo desarrollo a este distrito.
La iglesia actual data de alrededor de 1474. Los trabajos continuaron a principios del  siglo XV dirigidos por el arquitecto Engelberg, luego se amplió. Se completó en 1604 y se utilizó como iglesia abaciala del monasterio.
En 1577 (oficialmente) y en 1643-1644 (virtualmente) la iglesia, que se llamó la abadía benedictina de los Santos Ulrich y Afra, fue elevada al rango de abadía imperial. El 18 de octubre de 1777 se llevó a cabo un concierto de órgano Wolfgang Amadeus Mozart. El 4 de mayo de 1782, el papa Pío VI celebró la misa en basílica.
Cuando el Receso del Imperio de 1803, inspirado por Napoleón Bonaparte, secularizó (es decir expropió) los bienes de la Iglesia para indemnizar a los diversos gobernantes alemanes por su participación en las guerras napoleónicas, la abadía paso a depender del Reino de Baviera. En 1810 la iglesia  se convirtió en una simple iglesia parroquial.
El 4 de julio de 1937 fue elevada al rango de basílica menor por Pío XI. Finalmente el 4 de mayo de 1987 fue visitada por el papa Juan Pablo II.

## Galería de imágenes

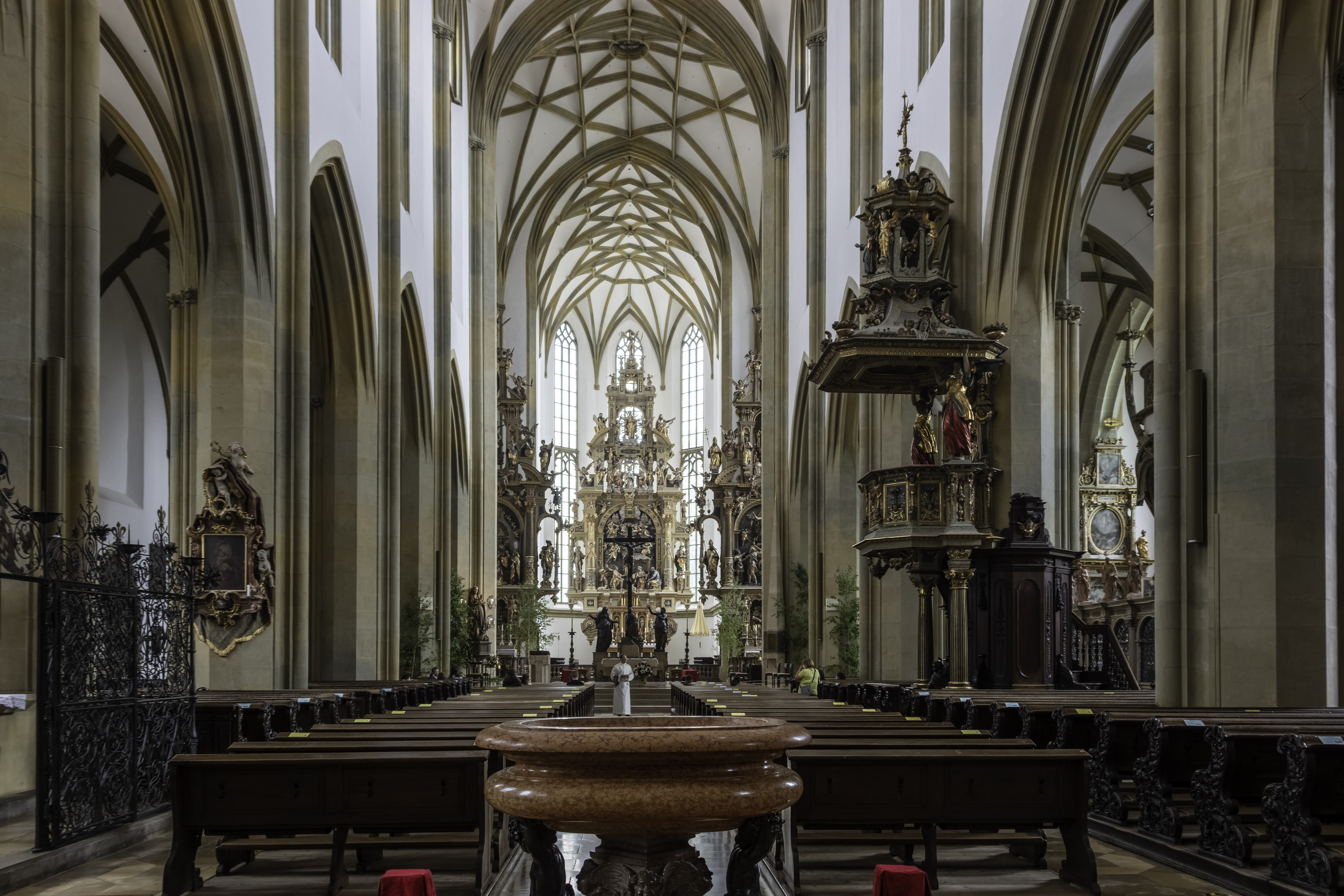
Vista general de la nave.
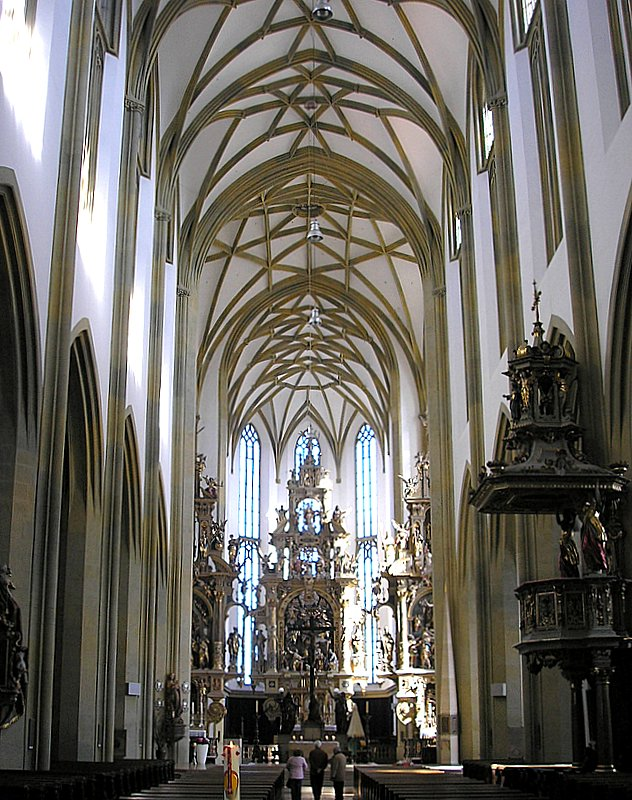
Altar.
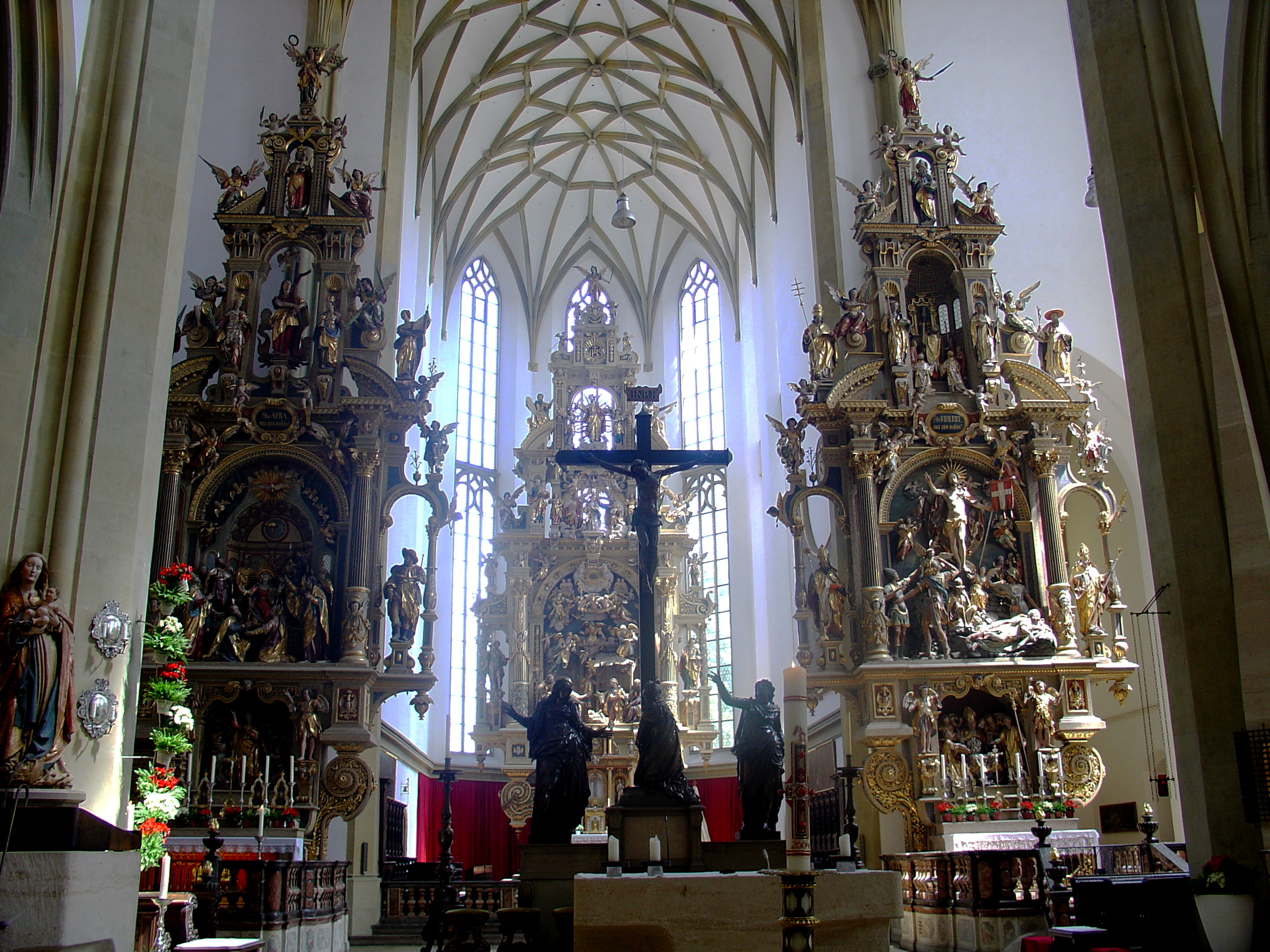
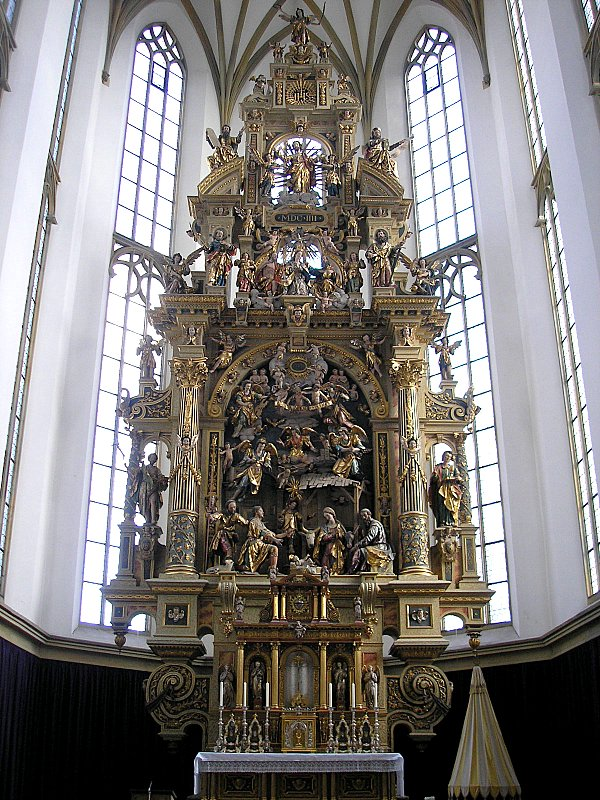
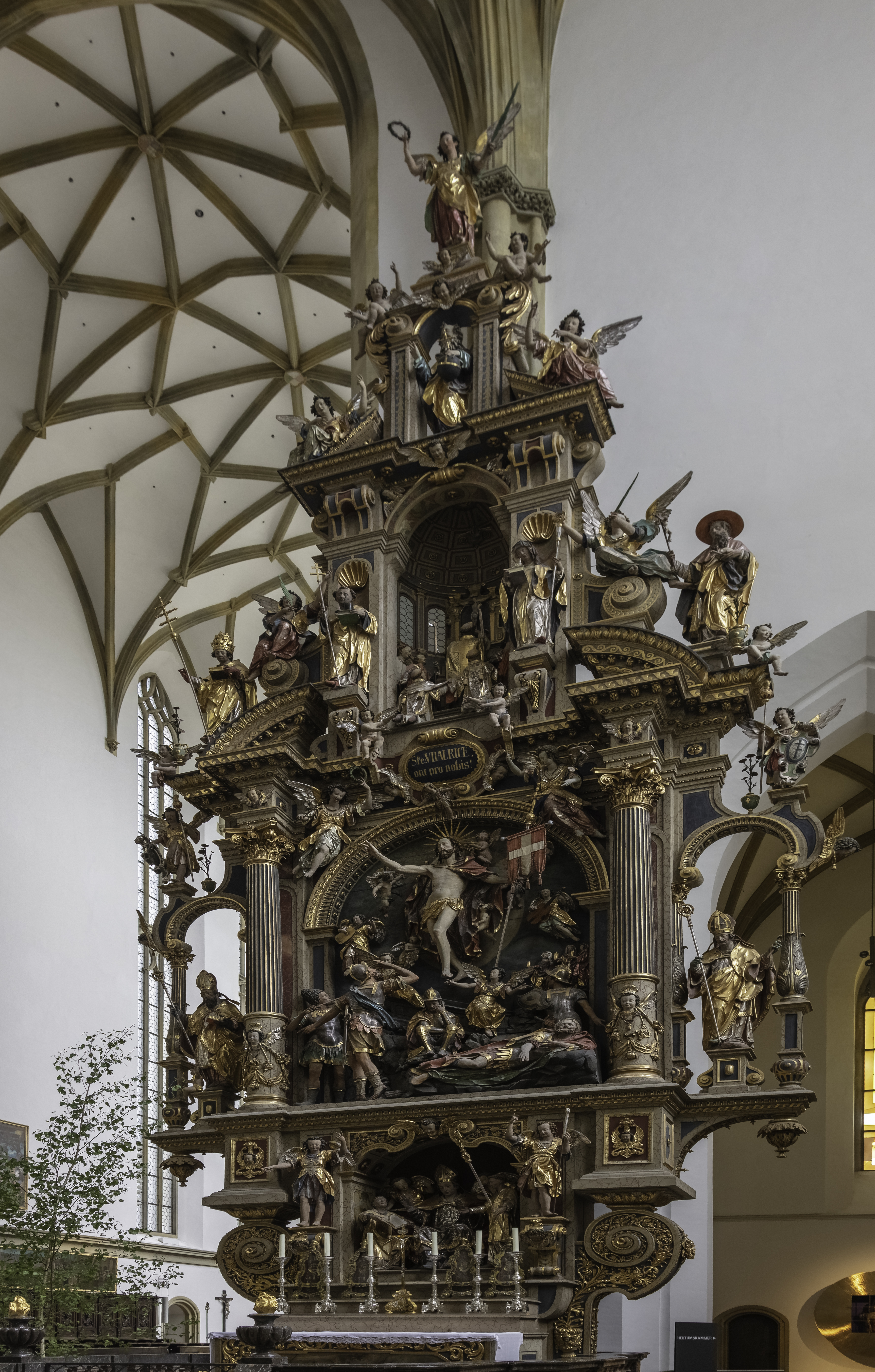
Retablo.

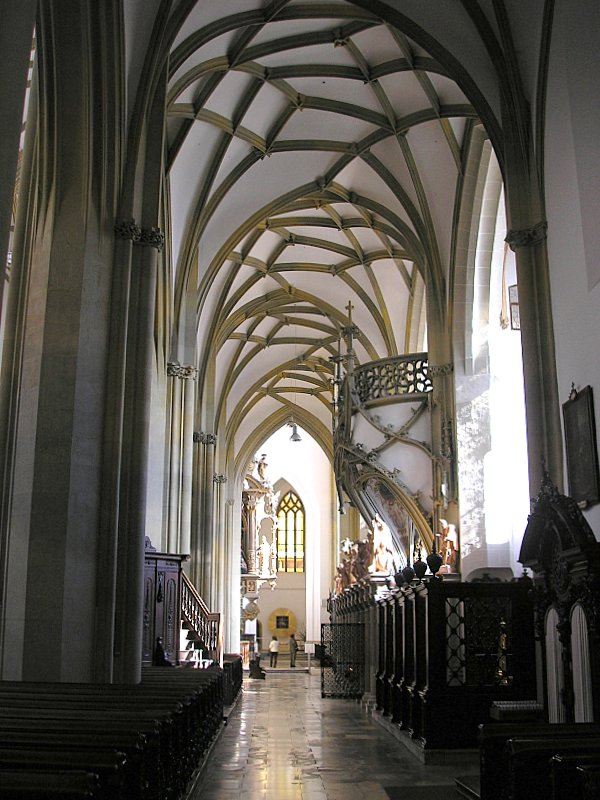
Nave lateral
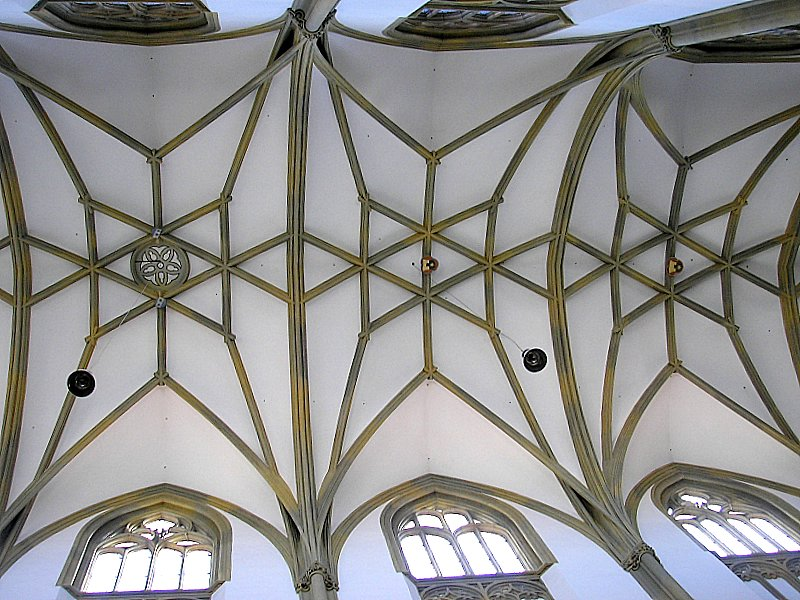
Detalle de las bóvedas
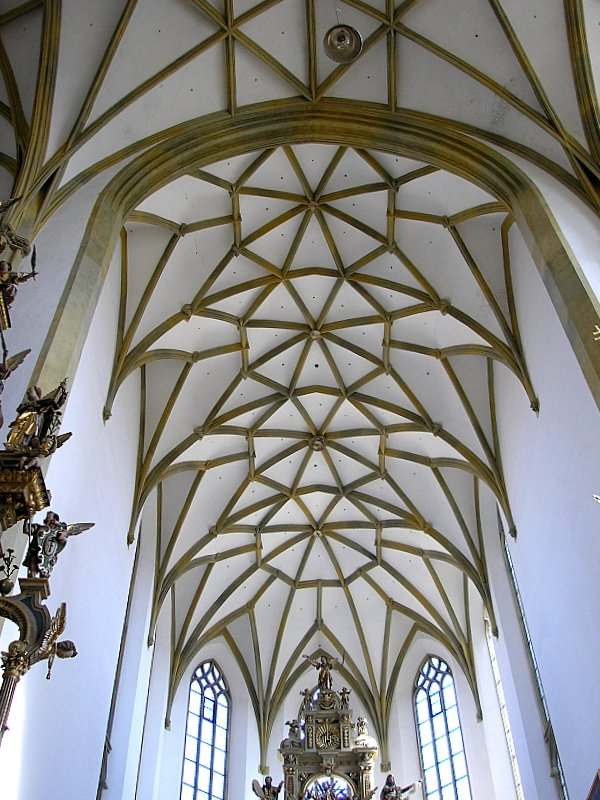
Bóvedas de la basílica
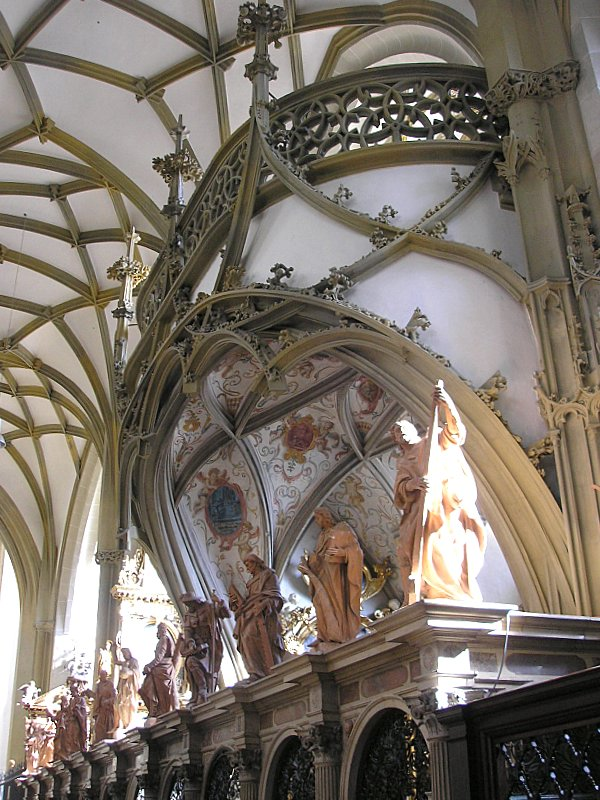
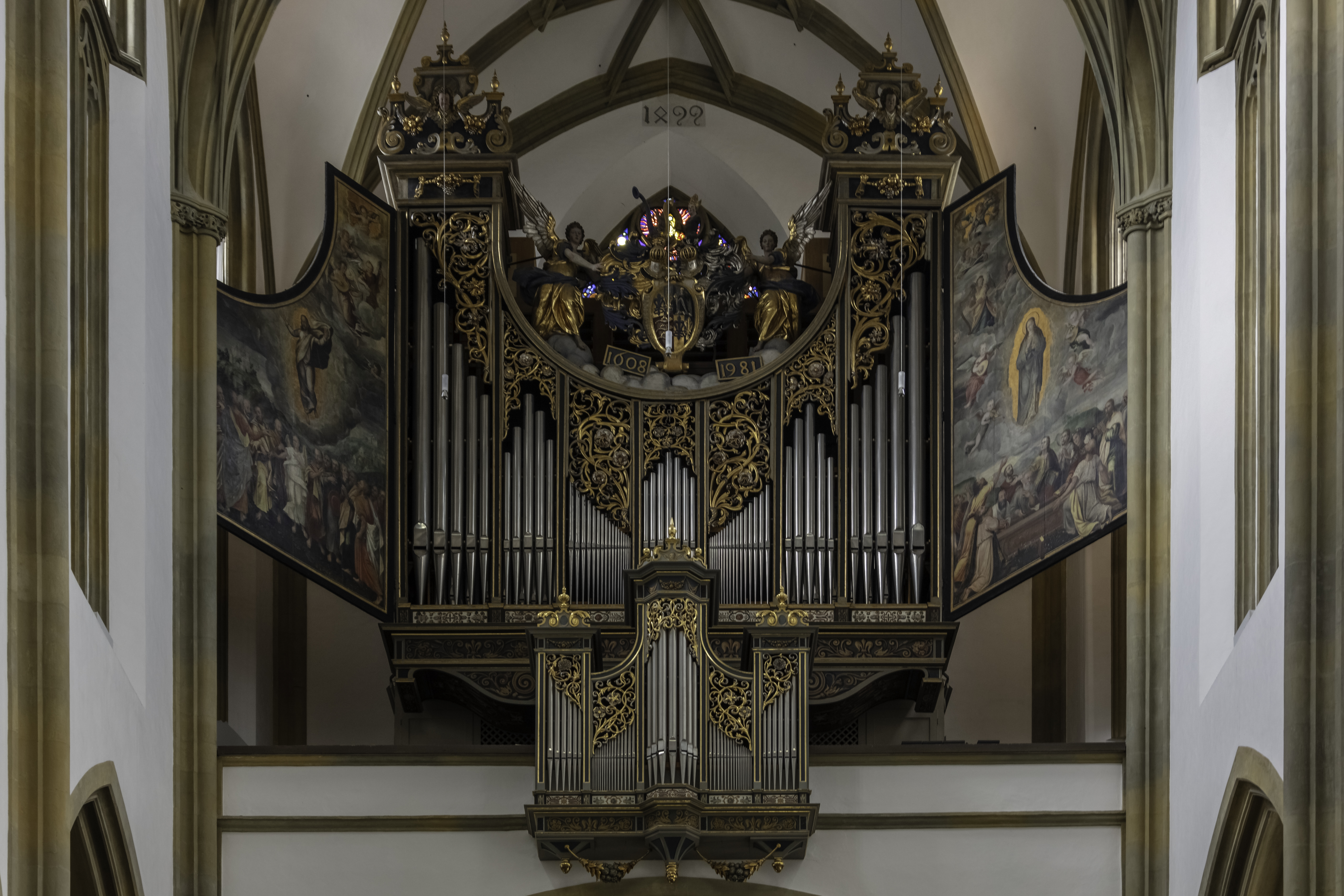
Órgano.